# Yuri Alvear
Yuri Alvear (n. 29 martie 1986, Jamundí⁠(d), Valle del Cauca⁠(d), Columbia) este o sportivă ce a reprezentat Columbia, medaliată olimpică. A participat la 3 ediții ale Jocurilor Olimpice (2008, 2012, 2016) în care a câștigat o medalie de bronz.